# George Harris (3e baron Harris)
Pour les articles homonymes, voir George Harris (homonymie) et Harris.
George Francis Robert Harris (14 août 1810-23 novembre 1872), est un pair britannique, homme politique libéral et administrateur colonial. Il est gouverneur de Trinidad de 1846 à 1854 et gouverneur de Madras de 1854 à 1859.

## Jeunesse et éducation

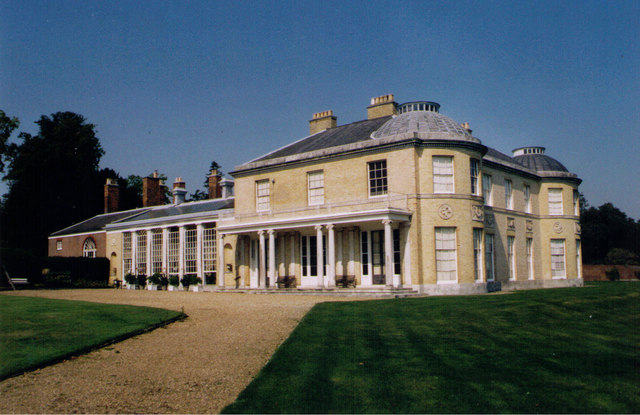
Belmont House, Kent - le siège de la famille Harris

Harris est né le 14 août 1810, fils de William Harris, 2e baron Harris (en) et de son épouse Eliza Selina Anne, propriétaire de Waterstown House à Glasson, Co. Westmeath, Irlande, et de Belmont House, Faversham, Angleterre . Il est le petit-fils de George Harris (1er baron Harris), qui a commandé l'armée de la Compagnie britannique des Indes orientales lors de la quatrième guerre de Mysore. Harris fait ses premières études au Collège d'Eton et sous la tutelle privée du révérend John Shaw avant de rejoindre le Merton College d'Oxford en 1829. Harris termine ses études au Merton College et est diplômé en arts de Christ Church, Oxford en 1832.
Il succède à son père en juin 1845 à la baronnie et hérite du siège familial de Belmont House. Il est également coprésident de l'Athlone Yacht Club en 1845 avec Lord Castlemaine et l'hon. LH King-Harman à la suite du décès de son père.
Harris a des problèmes de santé et est resté cloué au lit pendant un certain temps dans la ville de Pau en France où il travaille pendant un certain temps pour l'Église d'Angleterre.

## Gouverneur de Trinidad
En 1846, Harris est nommé gouverneur de Trinidad, et le reste jusqu'en 1854. En 1850, il épouse Sarah, fille de l'archidiacre de Port of George George Cummins . Au cours de son mandat, Harris réorganise le système éducatif en vigueur, jetant ainsi les bases du système éducatif actuel en vigueur à Trinidad. Harris a également évoqué l'idée d'importer des travailleurs sous contrat d'Inde pour remplacer les esclaves des plantations qui ont été libérés après l'abolition de l'esclavage. Harris est considéré comme l'un des meilleurs administrateurs de Trinidad, bien qu'il ait également été critiqué pour avoir favorisé ses propres hommes dans les nominations.

## Gouverneur de Madras
Peu de temps après avoir pris ses fonctions de gouverneur de Madras, Harris constate de graves lacunes dans le système de police à la présidence et réorganise les forces, introduisant des réformes qui donneront finalement lieu à la police indienne telle qu'elle existe aujourd'hui. Le 1er juillet 1856, Harris marque le début du premier service régulier de trains de voyageurs dans la province entre la ville de Madras et la ville d'Arkât. L'Université de Madras est créée en 1857 lorsque Harris est gouverneur. En septembre 1854, il dirige la commission nommée pour enquêter sur les allégations de torture infligée aux paysans indiens par les autorités fiscales.
Tout au long de son mandat, Harris critique l'attitude de la presse anglo-indienne de Madras et tente de réglementer la liberté de la presse.
Lorsque la rébellion indienne de 1857 éclate, la province de Madras est restée fidèle à la couronne britannique. En conséquence, Harris prête toute l'armée de Madras au gouvernement indien pour réprimer la rébellion. L'armée de Madras a participé au soulagement de Cawnpore dans lequel le lieutenant-colonel James George Smith Neill des Madras Fusiliers s'est livré à un massacre aveugle d'Indiens et a finalement été tué. Cependant, il existe également des preuves qui suggèrent que l'un des 52 régiments de l'armée de Madras a refusé de se porter volontaire pendant la mutinerie .
Harris est resté en poste après le transfert de la souveraineté sur l'Inde de la Compagnie britannique des Indes orientales à la couronne britannique en 1858, pour finalement démissionner de son poste de gouverneur en 1859.

## Famille
Lord Harris est décédé en novembre 1872, à l'âge de 62 ans. En 1850, il épouse Sarah, fille du vénérable George Cummons, archidiacre de Trinidad. Elle est décédée seulement trois ans plus tard. Son fils Robert Harris (4e baron Harris), est devenu un joueur de cricket et un politicien conservateur.